# يان كول (لاعب هوكي الجليد)
يان كول (بالإنجليزية: Ian Cole)‏ هو لاعب هوكي الجليد أمريكي، ولد في 21 فبراير 1989 في آن آربر في الولايات المتحدة.

## وصلات خارجية
- يان كول على موقع دوري الهوكي الوطني (الإنجليزية)
- يان كول على موقع إي إس بي إن.كوم (أن.إتش.أل) (الإنجليزية)
- يان كول على موقع EliteProspects.com (الإنجليزية)
- يان كول على موقع Eurohockey.com (الإنجليزية)
- يان كول على موقع HockeyDB.com (الإنجليزية)
- يان كول على موقع Hockey-Reference.com (الإنجليزية)